# PSD Bank Arena
Le PSD Bank Arena (anciennement Frankfurter Volksbank Stadion) est un stade de football situé à Francfort en Allemagne. Il accueille principalement les matchs de football du FSV Francfort ainsi que certains matchs du 1. FFC Francfort. 
Le stade, rénové en 2012, a une capacité de 12 542 places. 
Jusqu'en 2009, le stade se nomme Stadion am Bornheimer Hang.